# Hamid Kamal Lahlou
Kamal Lahlou (en amazigh : ⴽⴰⵎⴰⵍ ⵍⴰⵃⵍⵓ), né le 01 septembre 1945 à Casablanca, est un chef d’entreprises médiatiques et dirigeant sportif marocain.
Dans les années 1980, il crée l’agence de communication New Publicity, spécialisée dans le sponsoring sportif . En 1997, il lance le magazine indépendant la Gazette du Maroc, qui fusionnera en 2009 avec l’hebdomadaire économique Challenge, formant ainsi un groupe qui publie les mensuels VH Magazine et Lalla Fatéma. À partir de 2006, il met en place la radio généraliste privée MFM. Il est Président Directeur Général des groupes MFM, Editions de la Gazette et New Publicity.
En 2005, il est élu président de la Fédération royale marocaine d’haltérophilie (FRMH). Entre 2007 et 2023, il a assuré la fonction de vice-président du Comité national olympique marocain (CNOM). En 2017, il accède au poste de vice-président du comité exécutif de l’Association francophone des comités nationaux olympiques (AFCNO), puis en 2021 à celui de vice-président de l'Association des comités nationaux olympiques d'Afrique (ACNOA).
Il est également président de l’Association des Radio et Télévisions Indépendantes (ARTI) et de la Fédération Marocaine des Médias (FMM) qui est affiliée à la Confédération Générale des Entreprises du Maroc (CGEM).

## Origines et études
Kamal Lahlou a obtenu un baccalauréat option philosophie en 1963. Cette même année, il se présente au concours d’entrée de l’École Normale Supérieure (ENS) d’éducation physique et des sports (Casablanca), dont il est lauréat du 1er cycle en 1965.
Après avoir obtenu son diplôme de professeur d’éducation physique, il enseignera pendant quelques années avant d’intégrer le 2ème cycle de l’ENS de Rabat en 1968. Il obtient son diplôme de second cycle de l’ENS Rabat en 1970.

## Carrière dans l’enseignement, le journalisme et l’audiovisuel

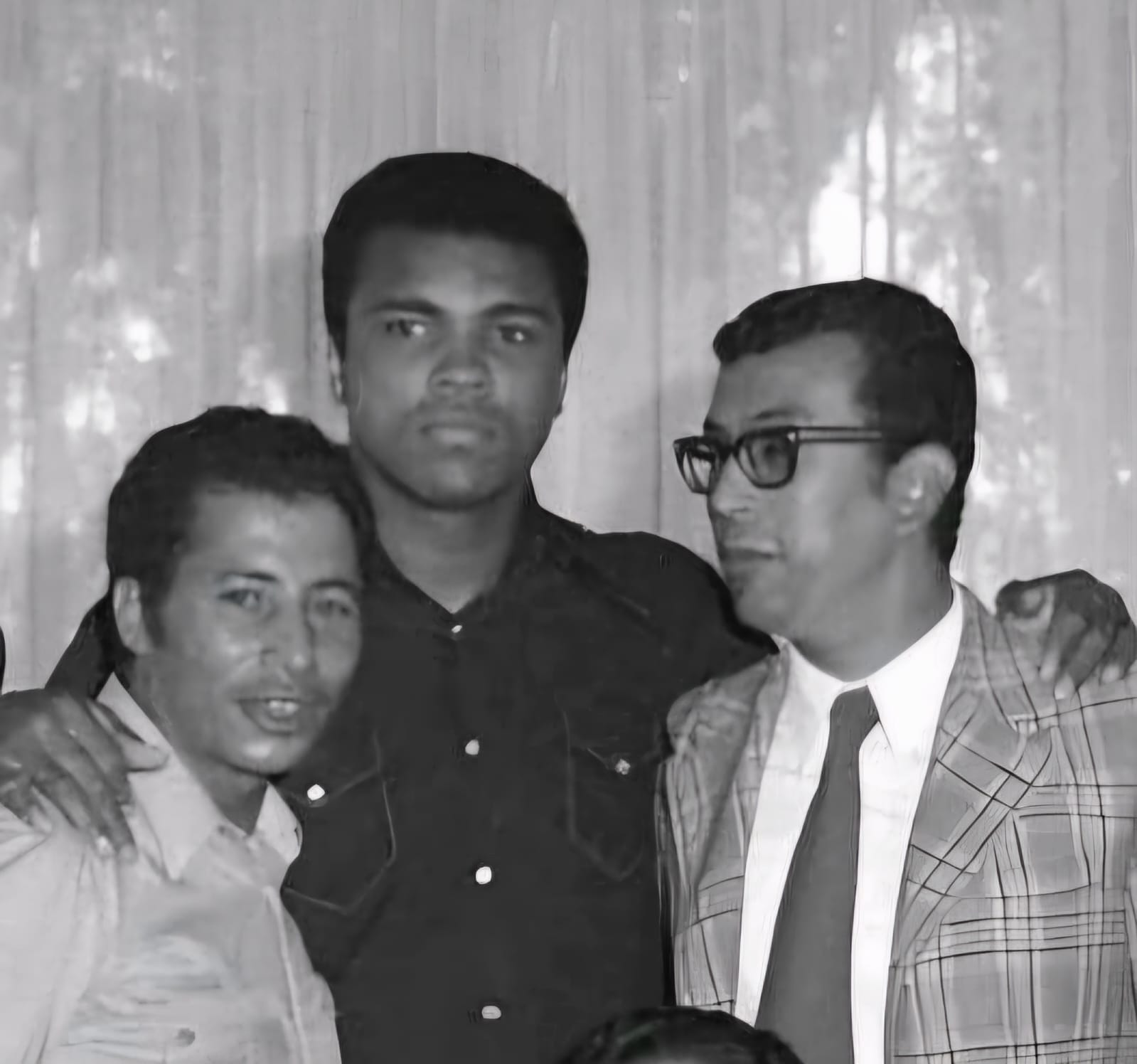
Kamal Lahlou (à droite de l'image) en compagnie du grand Mohamed Ali

Dès 1967, Kamal Lahlou remplace le commentateur sportif Georges Seltzer, en tant que correspondant de la Radio nationale (RTM) au Stade d’Honneur de Casablanca, où il lance l'expression « Lions de l’Atlas ». Quelque temps plus tard, il anime l’émission  « Ici Casa », qui couvrait les activités culturelles de la métropole, en remplacement d’André Benezra. Dans ce cadre, il aura l’occasion d’interviewer de grands artistes de l’époque comme Jacques Brel, Charles Aznavour, Serge Reggiani ou Rouchdi Abaza. En 1970, il est nommé inspecteur d’éducation physique et sportive (EPS), en charge des collèges et lycées de Casablanca. En même temps, il entame une carrière de journaliste, en tant que correspondant des quotidiens l’Opinion et Maroc Soir.
Kamal Lahlou intègre la télévision en 1972, en tant que commentateur sportif aux côtés de Michel Montini, où il couvrira en juillet de cette même année le combat organisé au stade d'honneur de Casablanca entre le grand Mohamed Ali et le boxeur malien  Sounkalo Bagayoko. Il sera le commentateur attitré lors des Jeux Olympiques de Munich puis de Montréal en 1976. Par la suite, il s'investit au sein du service public télévisuel dans la vulgarisation de disciplines encore méconnues du grand public marocain comme le tennis, l’équitation, le golf ou encore le rugby. Il couvrira notamment les premières éditions du trophée Hassan II, organisé au Royal Golf Dar Essalam. En 1983, à l’issue du combat de boxe remporté par le marocain Abdelhak Achik lors des Jeux Méditerranéens, il sera félicité par Feu Sa Majesté le Roi Hassan II pour son style de commentaire spécifique qui lui vaudra le surnom de « Khouya Achik » (mon frère Achik). Le défunt monarque le décorera quelque temps plus tard, lors des jeux Panarabes organisés à Rabat en 1985. Il quitte la télévision publique à la fin de l’année 1988.

## Débuts du sponsoring sportif au Maroc
Initié au sponsoring sportif lors d'une mission aux USA, Kamal Lahlou crée en 1983 la première agence de publicité marocaine spécialisée dans le marketing sportif, dénommée "New Publicity". Il intégre ainsi des panneaux publicitaires dans les enceintes sportives lors des Jeux Méditerranéens de 1983, des Championnats d’Afrique d’Athlétisme de 1984 et des Jeux Panarabes de 1985. En 1988, New Publicity gérera le volet sponsoring lors de la Coupe Africaine de Football (CAF) organisée au Maroc en 1988.
Kamal Lahlou est également le fondateur du Marathon international de Marrakech (MIM), dont il a organisé la première édition en 1987, en coordination avec le président de la Fédération Royale Marocaine d’Athlétisme (FRMA) de l’époque, Haj Mohamed El Mediouri. Sa 3ème édition en 1989 aura pour invité d’honneur Fred Lebow, fondateur du New York City Marathon. Il a également supervisé en 2008 le lancement du meeting international d’athlétisme  de Casablanca, qui a connu la participation de champions tels que Saïd Aouita ou Steve Cram.
New Publicity a aussi géré la radio Casa FM, exploitée par l'Office des Foires et Expositions de Casablanca (OFEP) jusqu’en 2006, date à laquelle la HACA lui délivrera une licence privée dans le cadre de la libéralisation du secteur audiovisuel marocain.

## Opérateur de presse et de l'audiovisuel
Kamal Lahlou lance en 1979 le magazine « Equitation, Golf et Tennis », voulant allier ses deux passions : les médias et le sport. En 1997, il met en place l’hebdomadaire « la Gazette du Maroc », un magazine indépendant d'information générale politique et économique, dans le contexte de l’alternance démocratique au Maroc. À partir de 2002, il édite deux magazines spécialisés, « VH » (mensuel masculin francophone) et « Lalla Fatima » (mensuel féminin arabophone).
En avril 2004, Kamal Lahlou inaugure « Challenge », anciennement Challenge Hebdo, un nouveau magazine hebdomadaire économique francophone marocain, qui fusionnera en juillet 2009 avec la Gazette du Maroc (dont la dernière parution date du 15 mai 2008) pour devenir un des leaders de ce segment journalistique.
Le média préféré de Kamal Lahlou demeure la radio, où il a longtemps opéré comme journaliste puis comme gestionnaire de régie publicitaire et de programmation, avant de créer sa propre entreprise en 2006, dans le cadre de la libéralisation du secteur audiovisuel. La Haute Autorité de la Communication Audiovisuelle (HACA) attribuera en mai 2006 à New Publicity trois licences d’établissement et d’exploitation pour les services radiophoniques MFM Casa, MFM Souss (décision du CSCA n° 28-06), MFM Saiss (décision du CSCA n° 24-06) et MFM Atlas (décision du CSCA n° 30-06). En 2011, toutes ces radios fusionnent au sein d’une même licence au nom de la société MFM Radio TV.

## Parcours de dirigeant sportif
Kamal Lahlou a été élu en 2005 président de la Fédération royale marocaine d’haltérophilie (FRMH), marquant ainsi son retour à la suite de la séparation de cette dernière discipline et du culturisme. En 2006, il supervisera l'organisation au Maroc des championnats d’Afrique d’haltérophilie, tout en militant pour améliorer les capacités financières de la FRMH dont le budget sera triplé en moins de dix ans. Il sera réélu à la présidence de la FRMH en 2009. À la suite de l'adoption par l'assemblée générale de la FRMA des nouveaux statuts-types édictés par l’arrêté n° 2647-12 conformément aux disposition de la loi n° 30-09 et du décret d’application n° 2-10-628, qui limitent à deux mandats de quatre ans la présidence des fédérations sportives, Kamal Lahlou sera porté de nouveau à la présidence une première fois en 2017, puis en 2021 pour un second mandat courant jusqu'à 2025.
Il a été élu en 2005 vice-président du Comité national olympique marocain (CNOM) et désigné en 2008 président de la Commission nationale olympique de préparation de l'élite sportive au sein de l’institution. Membre actif du comité directeur du CNOM, il représentera le Royaume du Maroc au sein des forums olympiques, focalisant son travail sur l’aide aux pays émergents et sur l’action du sport au service de la paix. À trois mois des Jeux de Pékin 2008, alors que la question des droits de l’Homme était soulevée lors de l’assemblée générale de l'ACNO et du CIO, Kamal Lahlou fustigera l’irruption de la politique dans le sport, comme cela avait été le cas lors des olympiades de Moscou (1980) et de Los Angeles (1984). Le ministre chinois des Affaires étrangères adressera le 24 avril 2008, via son ambassadeur au Maroc, une lettre de remerciements à son homologue Taïeb Fassi-Fihri et au président du CNOM le général de corps d’armée Hosni Benslimane. Lors du forum tenu en mai 2011 au Palais des Nations de Genève, avec le CIO et l’ONU, en présence de l’ancien président Jacques Rogge et de l’ex-secrétaire général Ban Ki-moon, Kamal Lahlou militera vivement pour consacrer la démarche entamée par l'Assemblée générale de l'ONU en 2003, qui avait proclamé 2005 « Année internationale du sport et de l'éducation physique ». Il proposa alors l’adoption de la « Journée internationale du sport au service du développement et de la paix », que le monde célèbre désormais chaque 6 avril . À la suite de cela, le CNOM recevra en 2014 une lettre de Thomas Bach, président du CIO, le félicitant « pour sa participation active et sa contribution fructueuse dans le cadre de l’adoption de la journée mondiale du sport ».

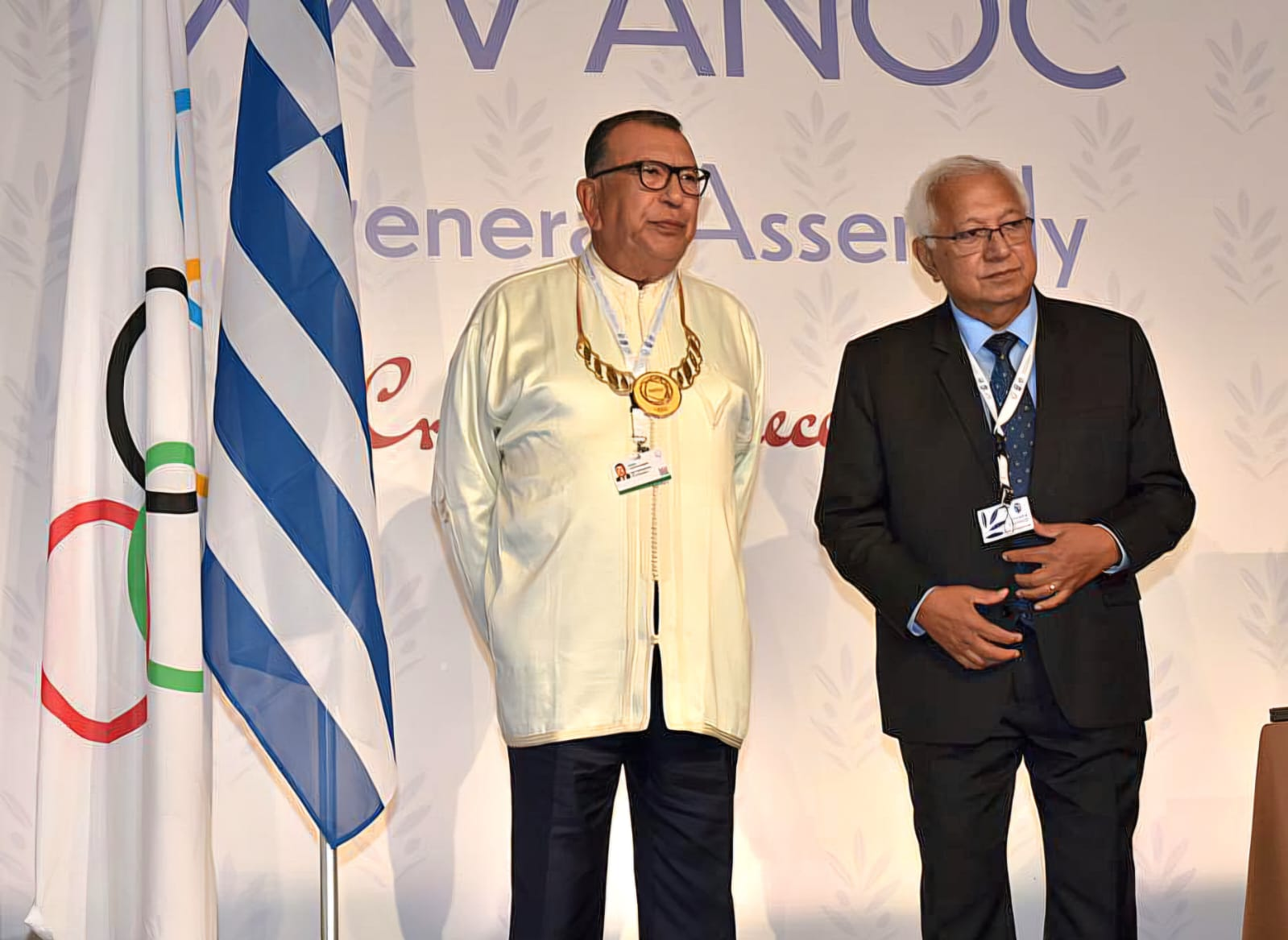
Kamal Lahlou décoré lors de la XXV Assemblée Générale de l'ACNO en 2021 (Crète, Grèce)

En 2017, lors de l’assemblée générale extraordinaire de l’Association francophone des comités nationaux olympiques (AFCNO), tenue en marge de la 8ème édition des Jeux de la Francophonie à Abidjan, Il sera élu vice-président du comité exécutif de cette instance. Ensuite, le comité exécutif de l’Association des comités nationaux olympiques (ACNO) choisira d’intégrer Kamal Lahlou à de la Commission du marketing et des nouvelles sources de financement pour un mandat de quatre ans, sous la présidence de l'américaine Susanne Lyons. Quelques mois plus tard, Thomas Bach nommera Kamal Lahlou au sein de la Commission marketing du CIO, dans le cadre de la recommandation 40 de l’agenda olympique 2020. En mai 2021, lors de la 19ème assemblée générale ordinaire de l'Association des comités nationaux olympiques d'Afrique (ACNOA), Kamal Lahlou sera le premier marocain à être élu à la vice-présidence, marquant le retour du pays dans les instances sportives africaines. A l’occasion du congrès de l'ACNO, organisé en Grèce à la fin octobre 2021, Kamal Lahlou sera honoré pour l'ensemble de son œuvre au service du sport national et international, en se voyant décerner le « Grand Cordon du mérite sportif ».

## Activité dans les organisations professionnelles médiatiques
Kamal Lahlou prend l’initiative en 2007, avec plusieurs autres acteurs du secteur, de constituer la Fédération Marocaine des Médias (FMM), avec pour objectif d’accompagner le processus de démocratisation et le renforcement de la liberté d'expression, initiés par le Roi Mohammed VI lors de son accession au Trône en 1999. La FMM a été fondée pour accompagner ces réformes et représenter les intérêts des médias marocains dans un contexte de transformation marqué par l’émergence de nouveaux journaux, stations de radio, chaînes de télévision et médias en ligne. La FMM avait aussi pour but de jouer, aux côtés des autres organisations, un rôle de médiateur entre les autorités régulatrices et les acteurs des médias, tout en participant aux discussions sur l’évolution du cadre législatif. Kamal Lahlou sera alors réélu président en 2019, puis en 2021, afin de consolider l’impact de la FMM en matière de structuration du secteur, avec l’appui de la CGEM et du gouvernement, en matière de renforcement du rôle des médias dans la société et de défense des intérêts des professionnels face aux nouveaux enjeux technologiques, économiques et législatifs.
En 2016, Kamal Lahlou est élu par l’assemblée générale de l’ARTI, qui le porte à la présidence pour continuer à promouvoir le secteur audiovisuel privé, dans un environnement marqué par l’arrivée des plateformes en ligne nécessitant une réponse harmonisée pour l’adaptation des médias traditionnels à l’ère numérique. Cette même année, Kamal Lahlou organisera, dans le cadre de l’ARTI, le 10ème anniversaire des radios libres au Maroc. En s’associant avec la FMM, l’ARTI s’est positionnée comme un acteur clé pour répondre à ces nouveaux défis en aidant à définir des stratégies pour l'intégration des nouvelles technologies dans le secteur des médias audiovisuels. Cette collaboration a permis, après des années de plaidoyer, de faire aboutir en 2019 le chantier de la baisse substantielle des redevances pour utilisation des fréquences radioélectriques (gratuites dans certains pays comme la France). En 2021, ces organisations obtiendront la réintégration des opérateurs audiovisuels privés dans la liste des bénéficiaires du fonds pour la promotion du paysage audiovisuel, des annonces et de l'édition publique (FPPAAEP). En 2024, la FMM et l’ARTI réussissent à convaincre le Conseil National de la Presse (CNP) sur la question du droit d’attribution de la carte professionnelle aux journalistes audiovisuels. Au cours de ces mandats à la tête de ces deux associations, Kamal Lahlou aura toujours veillé à représenter les intérêts du secteur médiatique marocain dans un contexte économique et technologique disruptif, s’engageant fortement pour l'adaptation aux évolutions numériques et pour l'amélioration des conditions de travail des professionnels marocains.
En mars 2018, Kamal Lahlou a reçu un hommage lors de la Cérémonie annuelle des « Mars d’or », une reconnaissance de la profession pour son engagement en faveur du rayonnement du sport national et du secteur médiatique marocain.

## Monde associatif
Kamal Lahlou est un membre actif de la Fondation Rhamna pour le développement durable, dont les objectifs sont axés sur l’amélioration des infrastructures de base, l'agriculture, l'action sociale, l'investissement et les grands projets structurants.